# Кишинёв (станция)
Кишинёв (рум. Gara feroviară Chișinău) — главная железнодорожная станция столицы Молдавии — города Кишинёва.

## История

### Первое здание вокзала
Постройка железнодорожных путей в Бессарабии была задумана почти за три десятилетия до строительства вокзала в Кишинёве. В 1844 году царю Николаю I был представлен губернатором Бессарабии, графом Михаилом Воронцовым, проект конной железной дороги «Одесса-Парканы». Император одобрил проект, но отметил, что проект новой дороги необходимо создать так, чтобы позже по ней  можно было пустить и составы с паровозной тягой, поскольку средства иначе будут выделены зря. Из-за различных, в основном, бюрократических, причин, строительство ветки было начато только в 1863 году и закончено двумя годами позже (открыта в декабре 1865 года). После этого события было принято решение строить дорогу до Кишинёва. Для этого был введён специальный сбор (1 копейка с десятины земли, что составляет примерно 1,46 гектара). В мае 1867 года средства был собраны. Заключается контракт на строительство дороги  с бароном Унгер-Штернбергом. Одновременно с этим был построен мост через Днестр (строительство которого не входило в контракт, но тем не менее было начато моментально после его заключения).
Первый железнодорожный вокзал Кишинёва был построен в 1870 году. По некоторым данным, это было временное здание, которое было деревянное, одноэтажное и похожее на обычную провинциальную железнодорожную станцию. Новое, капитальное, здание вокзала было выстроено в конце 1870-х годов (архитектор Генрих Лонский, по проекту которого позже, в 1888 году, будет построено не сохранившееся до наших дней здание Благородного собрания). По одним данным, первый поезд прибыл на кишинёвский вокзал 15 августа 1871 года. По другим, движение поездов по Тираспольско-Кишинёвскому участку было открыто 28 августа 1871 года. Первый поезд прибыл из Одессы (он был в пути около 7 часов). Это событие положило начало функционированию железных дорог Бессарабии.

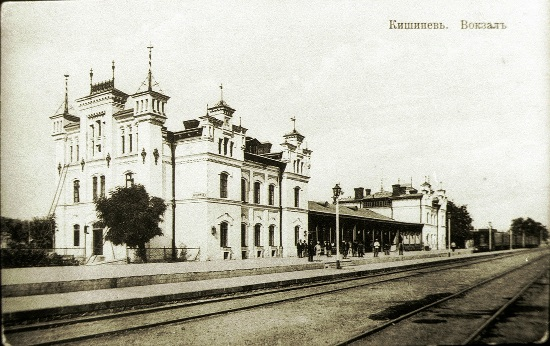
Фото старого кишинёвского вокзала (конец XIX века)

Железнодорожная сеть Бессарабии росла (в начале XX века она составляла около 850 километров), вокзал обслуживал большое количество пассажиров. Здание напоминало сказочный замок. Вокзал был трёхэтажный, с несколькими квадратными башенками, которые были украшены шпилями. В здании был крытый павильон. Есть сведения, что вокзал был одним из любимых мест для прогулок горожан. На вокзале также были открыты кафе и магазины. В здании вокзала были удобный и комфортабельный зал для пассажиров первого класса и залы скромнее - для второго и третьего классов. Первоначально вокзал находился на самой окраине города, вокруг был пустырь. Позже рядом были построены женское епархиальное училище и жилые дома. На привокзальной площади работали извозчики, перед приходом поезда площадь была заполнена их экипажами. В 1897 году было принято решение о строительстве линии конной железной дороги, соединяющий железнодорожный вокзал с центром города. Из четырёх маршрутов кишинёвского трамвая три имели конечную остановку на железнодорожном вокзале города.

### Новое здание вокзала
Во время Великой Отечественной войны здание вокзала неоднократно разрушалось. В 1941 году его взорвала отступающая Красная армия. В том же году вокзал был восстановлен, так как был необходим для отправки румынской армии в восточном направлении. В 1944 году здание было практически уничтожено авианалётами. По некоторым данным, вина в разрушении вокзала лежит на американских ВВС, произведших ковровое бомбометание и в течение всего одной ночи уничтоживших почти всю старую часть Кишинёва (в настоящее время там располагается бульвар Григоре Виеру, бывший бульвар Ренаштерий). Здание не было восстановлено.
Вокзал был отстроен заново в 1948 году (архитектор Л. Чуприн, главным консультантом был выдающийся архитектор Алексей Щусев), строительство вели немецкие военнопленные. Стены нового здания были построены из котельца и были облицованы кирпичом. Вокзальный комплекс с тех пор неоднократно подвергался модернизации. В 1976 году к зданию вокзала был пристроен пригородный павильон.
24 апреля 1983 года на здании вокзала были установлены две мемориальных плиты. На них выбиты следующие надписи: 
1. «В честь проводов русских войск и болгарских ополченцев, отправившихся со станции Кишинёв 24 апреля 1877 года для участия в освобождении народов Балкан от османского ига».
2. «В память о революционной борьбе рабочих и солдат за власть советов в Молдавии 1 (14) декабря 1918 года»[8].

### Современное состояние

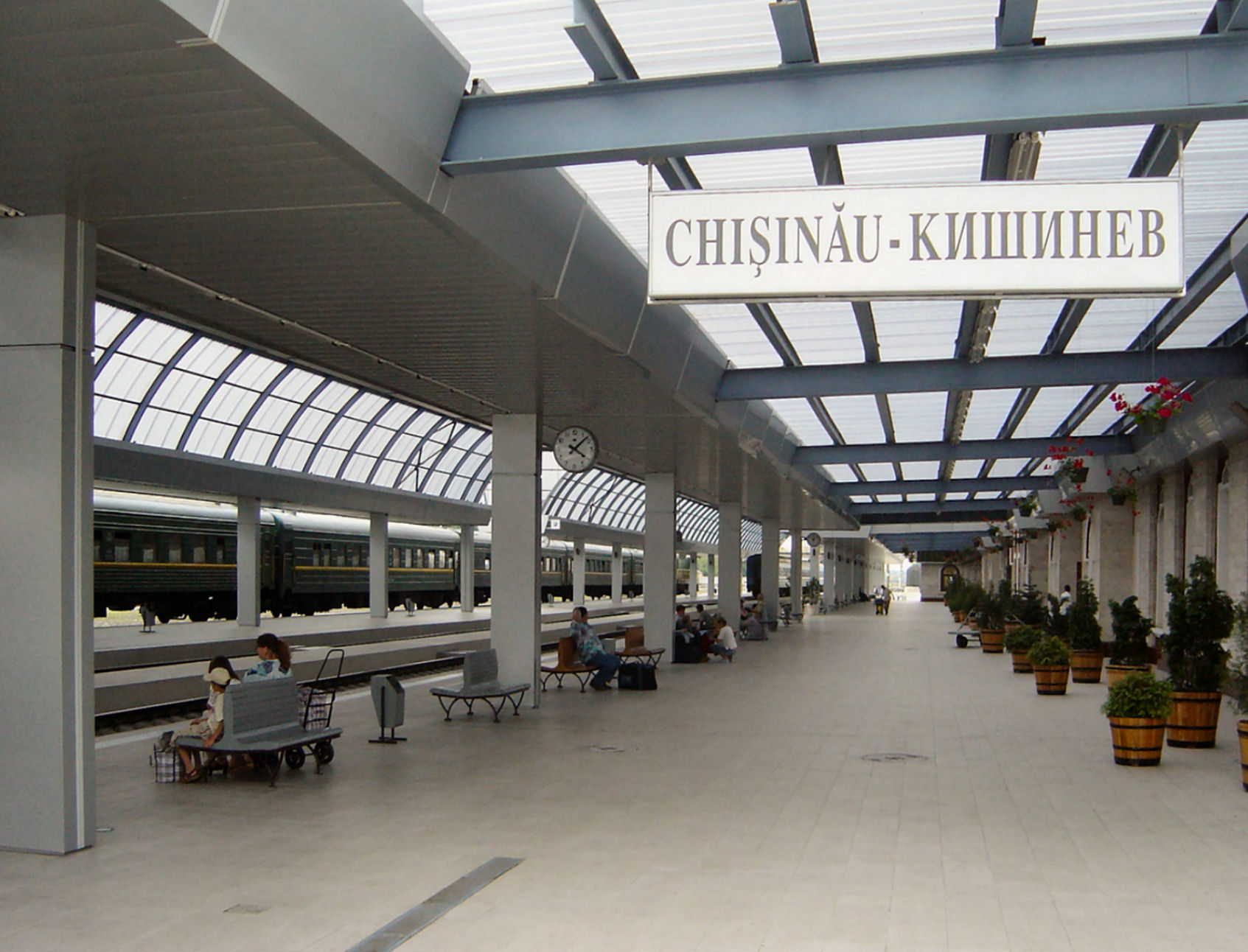
Перрон кишинёвского вокзала в наши дни

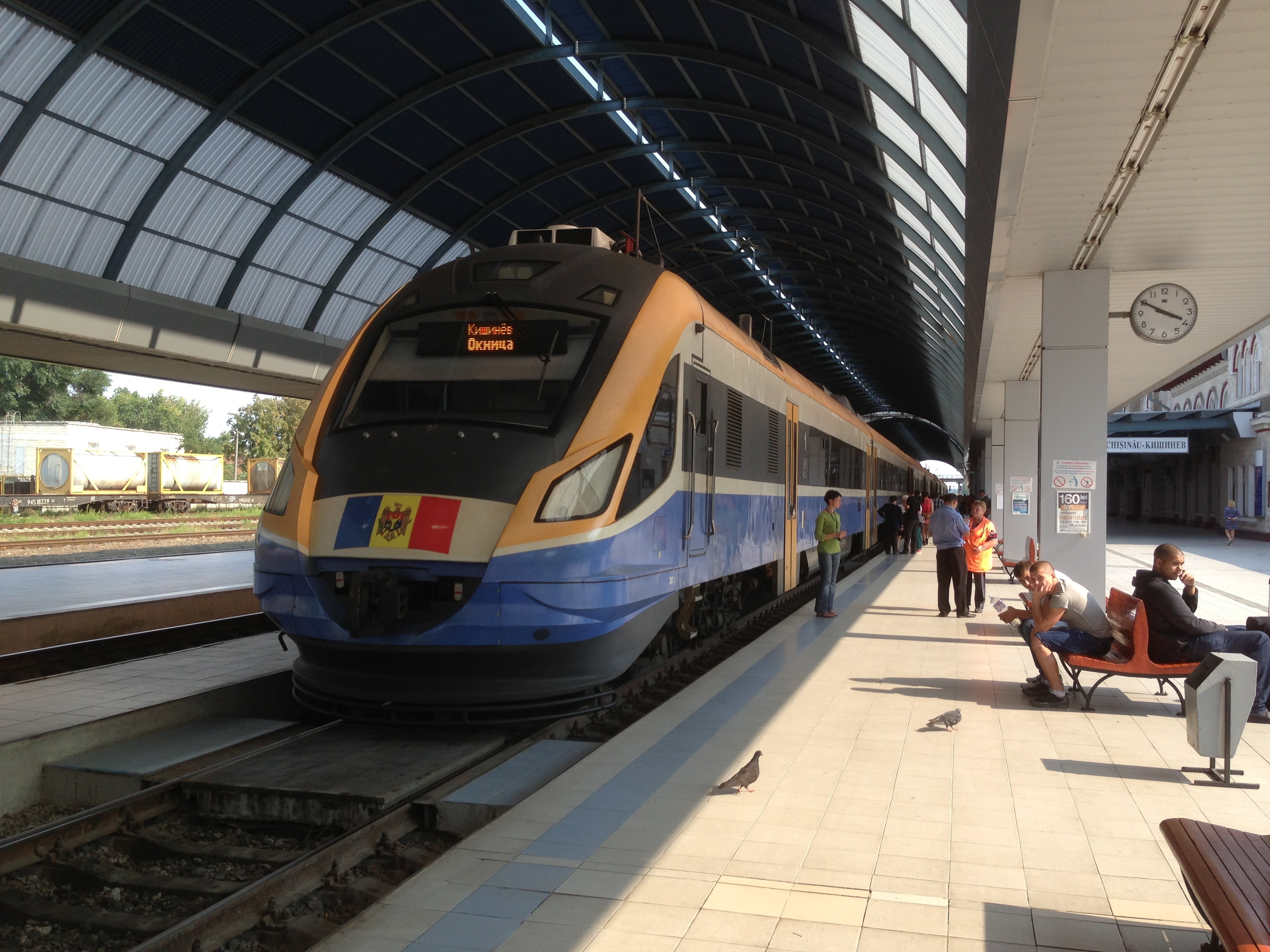
Международный поезд на станции Кишинёв

30 июля 2003 года железнодорожный вокзал Кишинёва был реконструирован, также было сооружено перекрытие над путями.
29 июля 2004 года на территории железнодорожного вокзала был в качестве памятника установлен паровоз с серийным номером 1469. На реставрацию паровоза ушло около двух месяцев. Этот локомотив был произведён в 1950 году в городе Познань (Польша). До 1969 года паровоз работал на маршруте, который связывал город Унгены с селом Корнешты.

## Маршруты поездов
В феврале 2021 года внутреннее пассажирское сообщение по станции было остановлено в связи с многомиллионными долгами CFM и общим спадом в сфере пассажирских перевозок на фоне распространения COVID-19.
По состоянию на декабрь 2022 года по станции курсируют следующие пассажирские поезда:

### Пригородные
- 803/804 Кишинёв - Бендеры-2 (отменено в январе 2025 года из-за финансового кризиса);
- 6831/6832 Кишинёв – Унгены (ежедневно).

### Международные
- 105/106 Кишинёв – Бухарест;
- 821/822 и 823/824 Кишинёв - Яссы;
- 351/352 Кишинёв – Киев.
Поезд Кишинёв – Одесса отменён.

## Транспортное сообщение

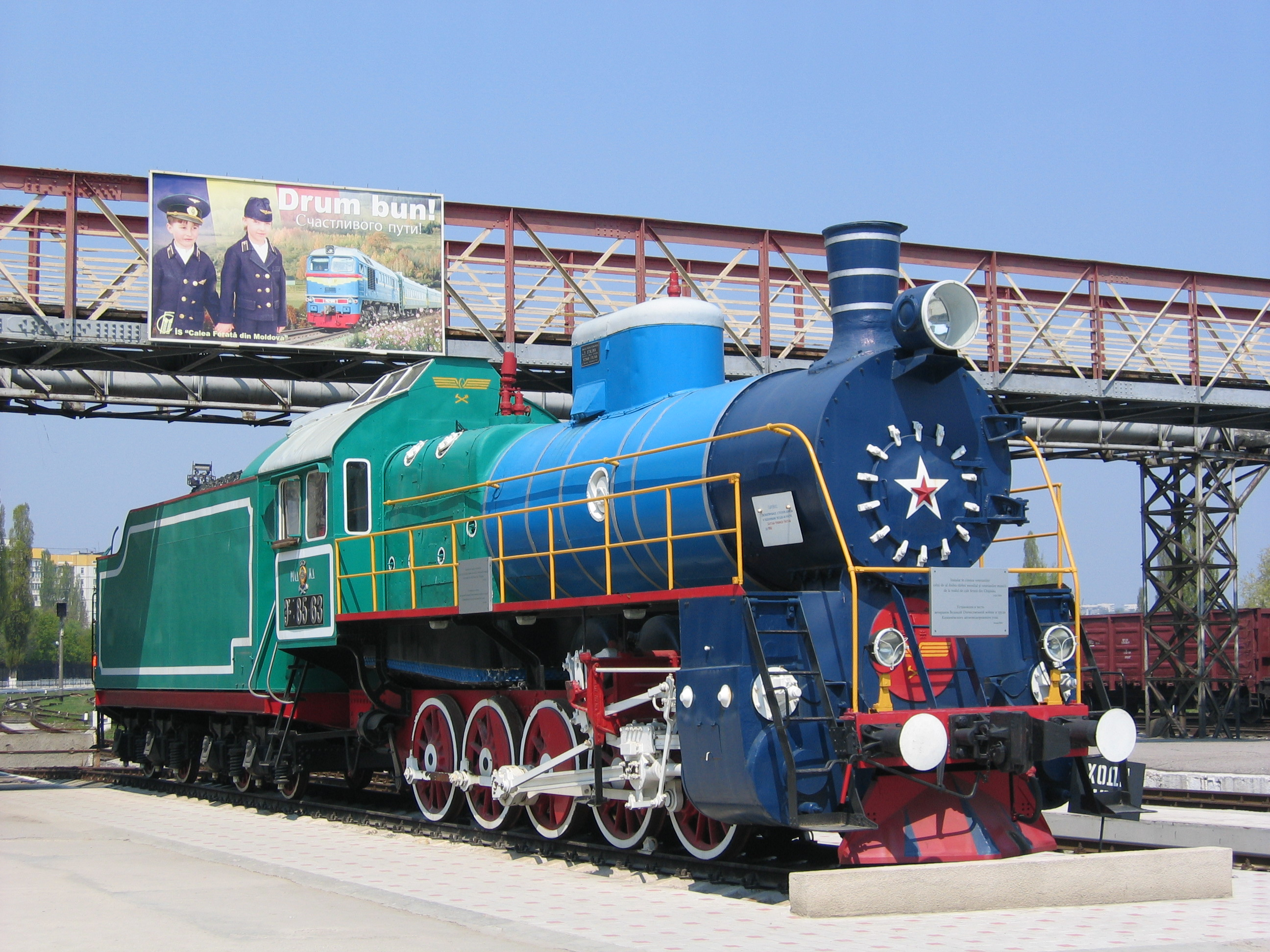
Паровоз-памятник на кишинёвском вокзале

До железнодорожного вокзала Кишинёва можно добраться на троллейбусах № 1, 4, 5, 8, 17, 20, 28 и 38; автобусах № 18, 19, 33, 44 и 49, а также на маршрутном такси № 103.  Железнодорожный вокзал и Привокзальная площадь находятся на небольшом расстоянии от остановки маршрутов городского транспорта на Бульваре Гагарина.
Рядом с железнодорожным вокзалом делают остановку междугородные и международные автобусы. В здании вокзала работают также кассы фирм, занимающихся международными пассажирскими автобусными перевозками.
Рядом с железнодорожным вокзалом Кишинёва располагается также стоянка такси.